# 5.º Regimento de Carros de Combate
O 5º Regimento de Carros de Combate (5º RCC) é uma Organização Militar do Exército Brasileiro subordinada à 5ª Brigada de Cavalaria Blindada e estrategicamente posicionada na região sul do país, sendo aquartelado na cidade de Rio Negro, no Paraná. Tem como atividade-fim a Segurança Nacional, particularmente a defesa do território e a proteção de militares, civis e instalações patrimoniais presentes na área de atuação do Regimento.

## História
O 5º Regimento de Carros de Combate foi criado  pelo Decreto nº 6.400 em 3 de abril de 1944, com a denominação de 1º Regimento Motomecanizado. Seu primeiro comandante foi o Coronel Cyro Riopardense de Resende, tendo o Regimento se instalado em Santo Ângelo-RS, ocupando o antigo aquartelamento do 4º Regimento de Cavalaria Independente.
Em virtude da reestruturação ocorrida no Exército, no ano de 1946, o Regimento passou a denominar-se 1º Regimento de Cavalaria Mecanizado. Em maio de 1954, recebeu a denominação de 1º Regimento de Reconhecimento Mecanizado e, em 1971, a Unidade passou a denominar-se 5º Regimento de Carros de Combate, modificando sua natureza e organização. Transferida de Santo Ângelo para Rio Negro em 1973, a Unidade ocupou as instalações que abrigaram o 2º Batalhão Ferroviário (Batalhão Mauá) e o 3º Batalhão de Comunicações do Exército.
Em 2005, o Regimento recebeu seu estandarte histórico e a denominação histórica de “Regimento Tenente Ary Rauen”, em homenagem ao ex-combatente da Força Expedicionária Brasileira Ary Rauen, que tombou em combate durante o ataque à Montese, na Segunda Guerra Mundial.
Ao longo dos anos, várias viaturas foram empregadas no Regimento. Até a década de 70, utilizou-se a Viatura M3A1 Stuart. Em 1973, esta foi substituída pelo Carro de Combate M41, utilizado até o final da década de 90. Já em 1997, o Regimento recebeu os Carros de Combate M-60 A3 TTS, versão que pertence a geração dos blindados computadorizados, todos eles de origem norte-americana.
Em 2012, começou a receber as Viaturas Blindadas de Combate - Carro de Combate - (VBC-CC) Leopard 1A5 BR, da empresa alemã Kraus-Maffei Wegmann. Hoje, o 5º RCC conta com 54 VBC-CC Leopard 1A5 BR, além de uma Viatura Blindada Especial Socorro Bergepanzer  e uma Viatura Blindada Especial Escola.
Neste mesmo ano, foi iniciada a construção das novas instalações às margens da BR-116. Visando atender aos requisitos contratuais do Projeto Leopard, a nova estrutura do 5º RCC atende as principais demandas da tropa blindada.
No ano de 2016, o 5º Regimento de Carros de Combate foi condecorado com a Ordem do Mérito de Defesa, em reconhecimento pelos relevantes serviços prestados às Forças Armadas do Brasil.

## Patrono
Ary Rauen nasceu em 20 de maio de 1922 na cidade de Papanduva - SC, que na época, era um distrito da cidade de Canoinhas. É filho de Alfredo Rauen e de Maria Werber Rauen. Seus pais trabalhavam com comércio, exploração de erva-mate, pecuária e lavoura. Morou na cidade de Mafra - SC de 1927 a 1934, onde estudou na escola paroquial "São José" e no antigo grupo escolar "Professor Luiz Eves". Concluiu o curso de formação de oficiais da reserva em 1942, classificando-se em primeiro lugar, sendo orador de sua turma e recebendo como prêmio a espada que hoje repousa no salão de honra do 5º Regimento de Carros de Combate e que todo ano é entregue, simbolicamente, ao primeiro colocado entre os aspirantes formados pelo Núcleo de Preparação de Oficiais da Reserva.
Foi convocado para integrar a Força Expedicionária Brasileira (FEB)  no 11º Regimento de Infantaria (atual 11º Batalhão de Infantaria de Montanha) com sede em São João Del-Rei - MG. Participou, dentre várias outras, das campanhas de Monte Castello, Castelnuovo e Montese.
Sua atuação na Batalha de Monte Castello o fez reconhecido e respeitado por outros militares da Força Expedicionária Brasileira, incluindo o General Carlos de Meira Mattos. Segundo o General, "o Tenente Ary Rauen era a mocidade em ação, era entusiasmo, energia e coragem. Todos nós confiávamos nele, estávamos certos de que, dentro de minutos, aquele reduto seria mais uma vitória das armas brasileiras, pois, face a ele e lutando contra ele, estava o Pelotão do Tenente Ary".
Após o ataque a Monte Castello, em 11 de abril de 1945, chegou a ordem para o ataque a Montese, com a ofensiva tendo início em 14 de abril. O pelotão do Tenente Ary Rauen atacava pelo flanco direito e era detido por fogos de artilharia alemães. Fruto da ação inimiga, o Tenente Ary Rauen foi mortalmente atingido na cabeça. Tombou dando sua última ordem ao sargento adjunto, que ele não parasse até que o objetivo fosse alcançado.
Em 2005, o 5º Regimento de Carros de Combate recebeu a denominação histórica "Regimento Tenente Ary Rauen", em homenagem a este ex-combatente.

## Galeria de fotos

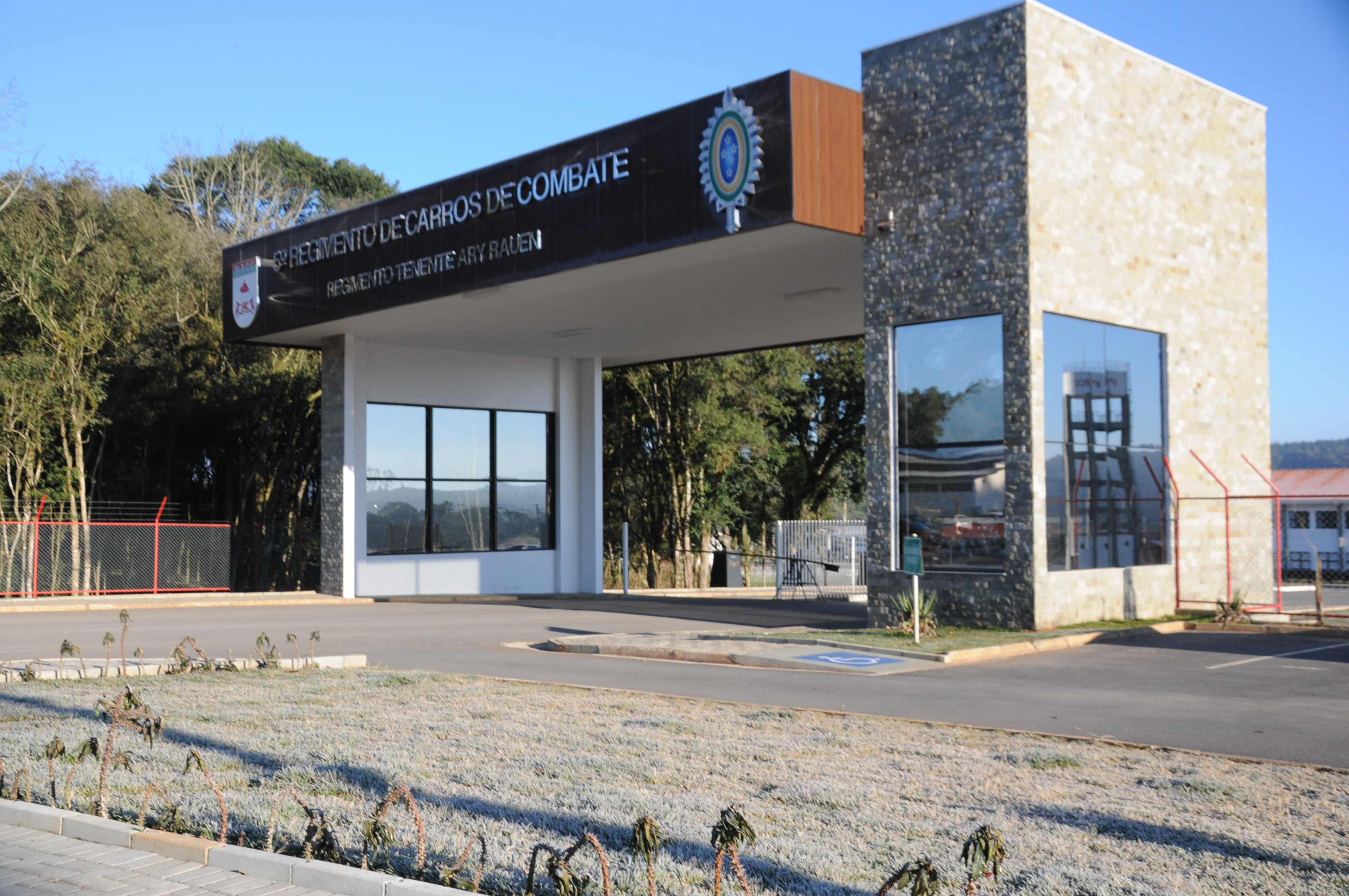
Portão das Armas
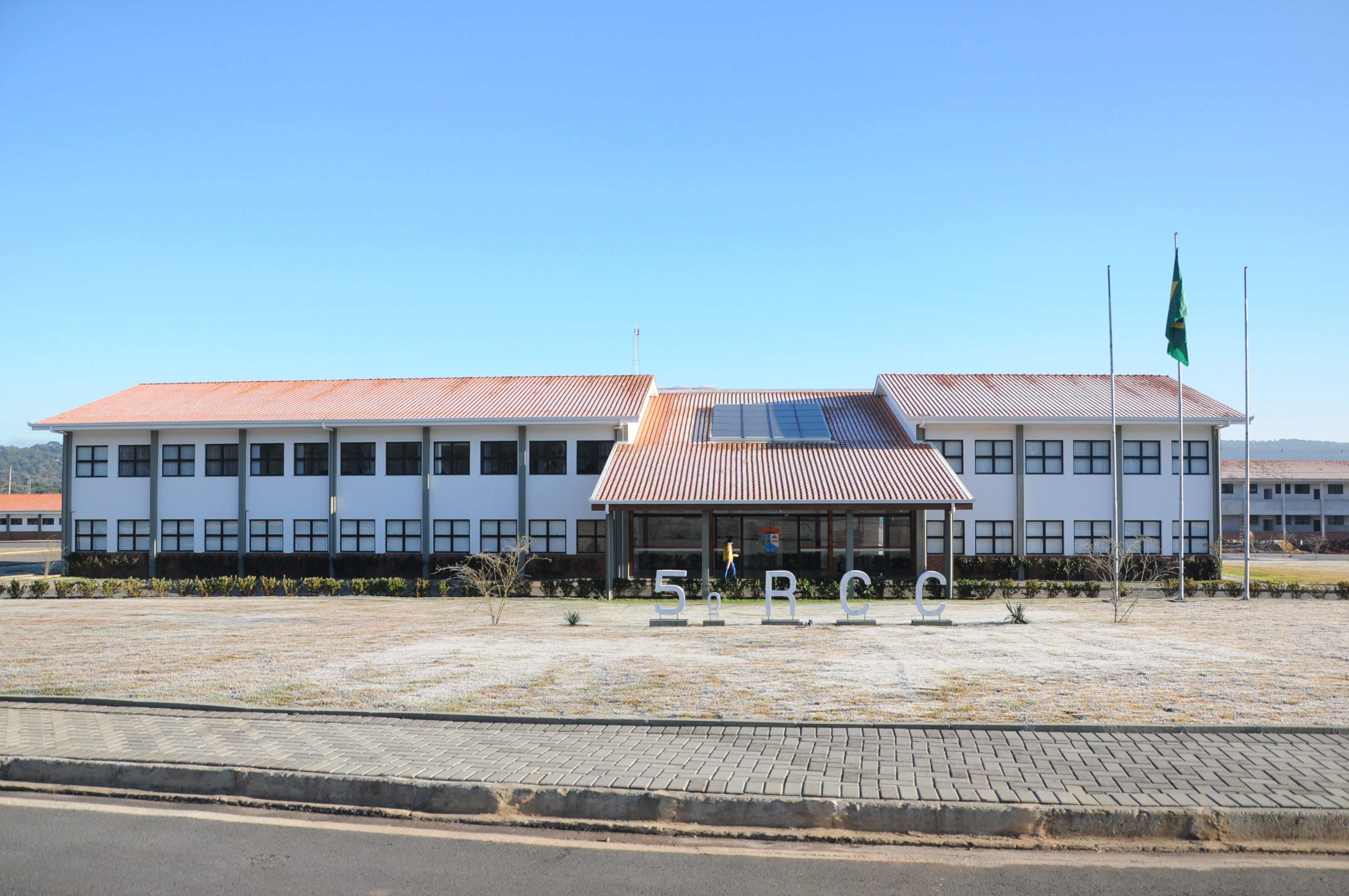
Pavilhão de Comando
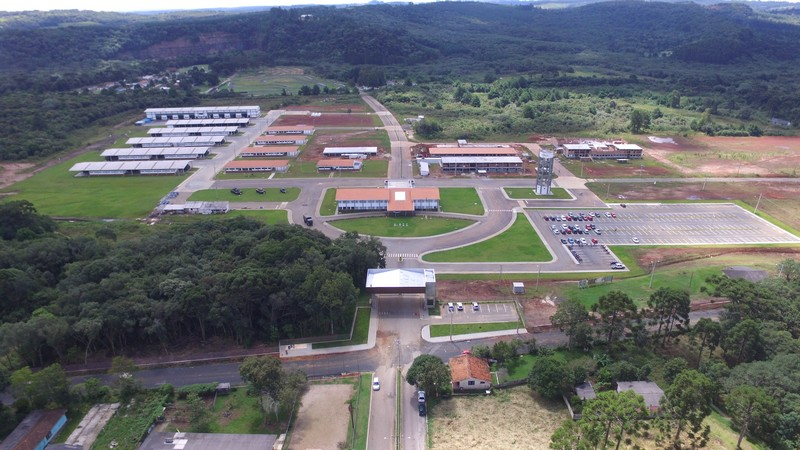
Novas instalações
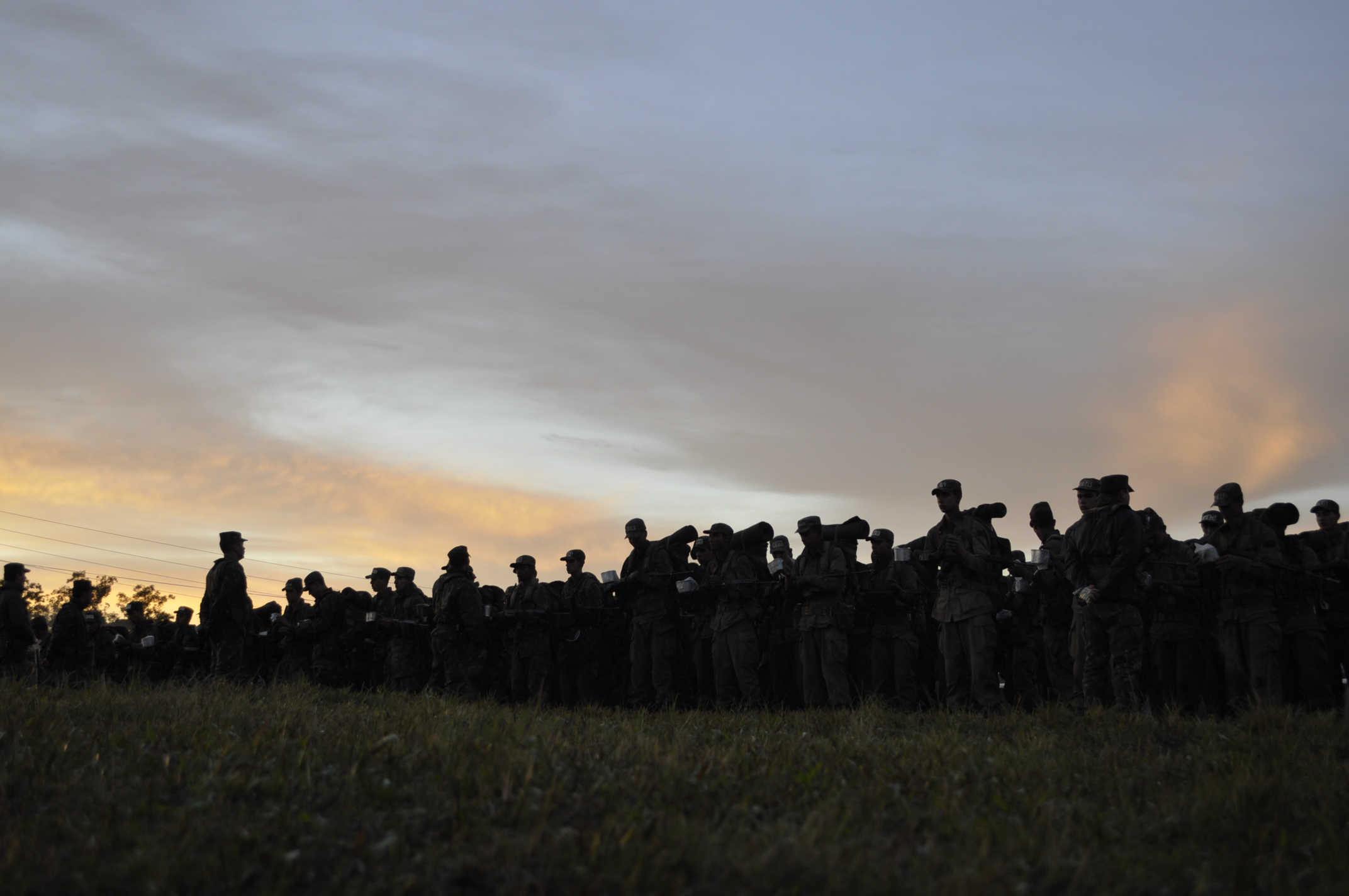
Instrução básica
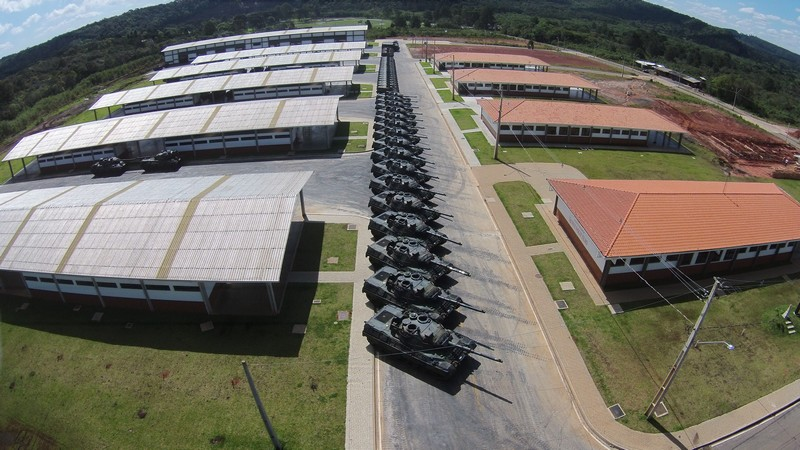
Garagens
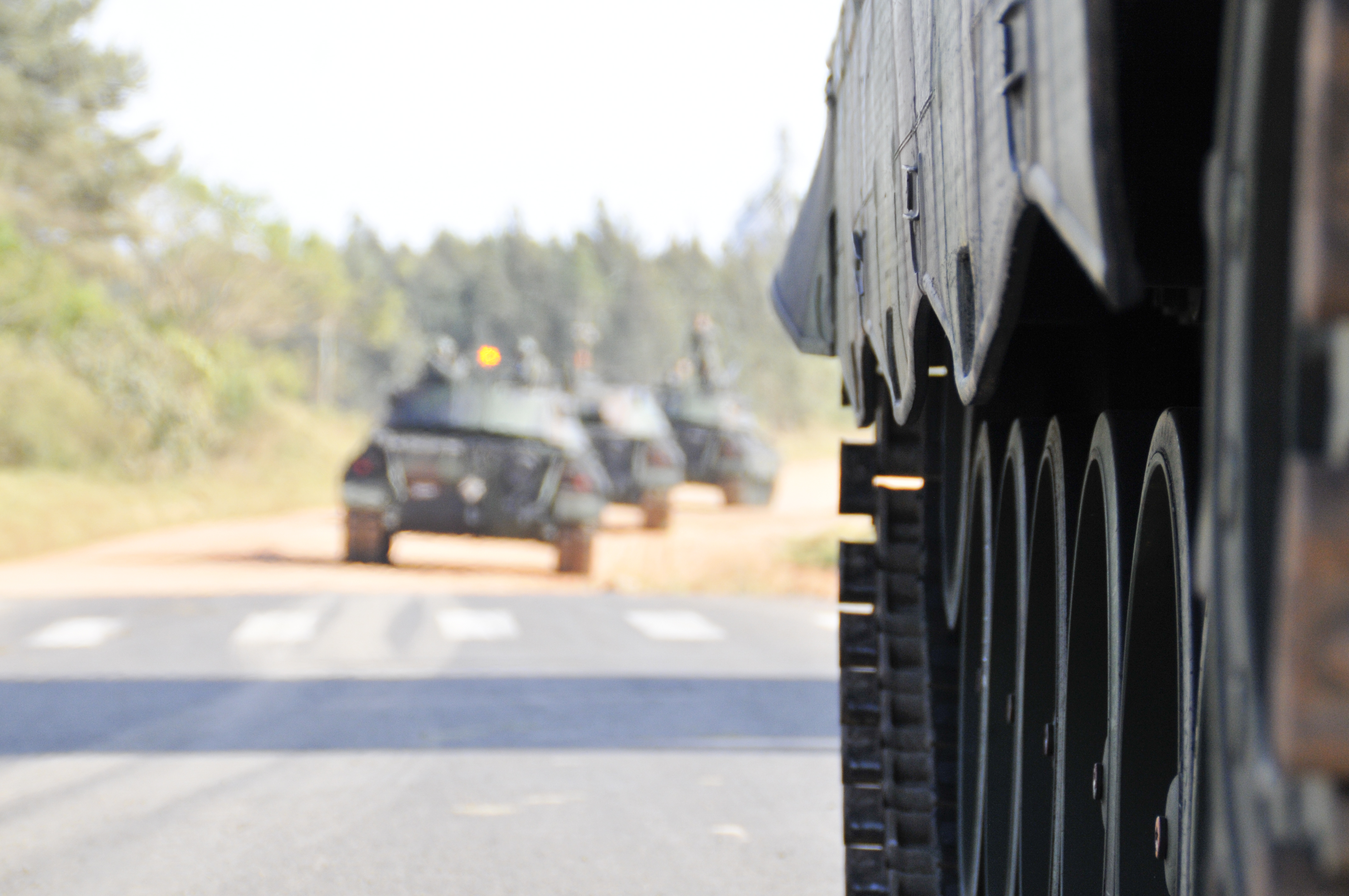
VBC Leopard 1A5 BR
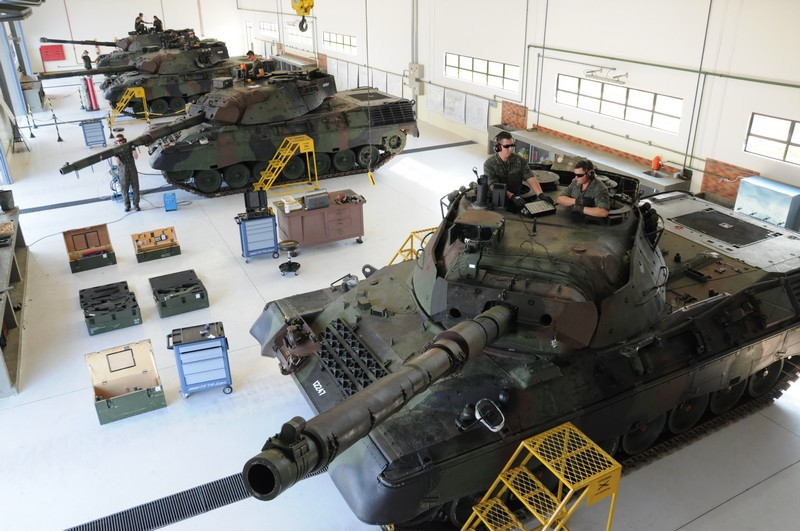
Pavilhão de manutenção
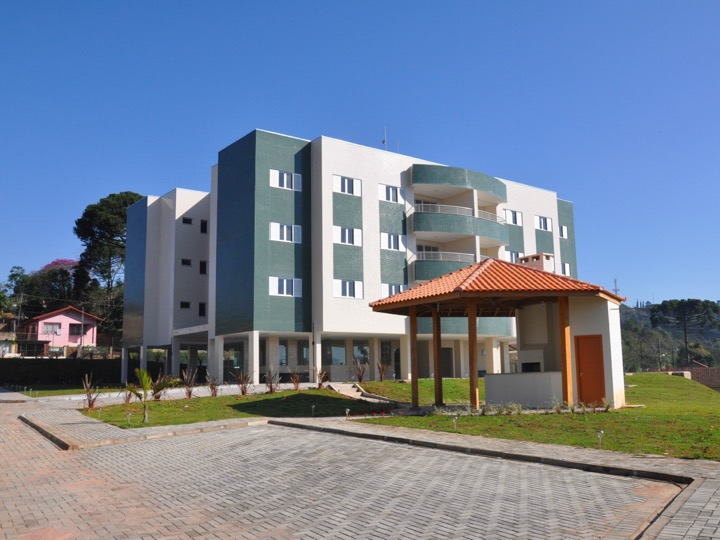
PNR
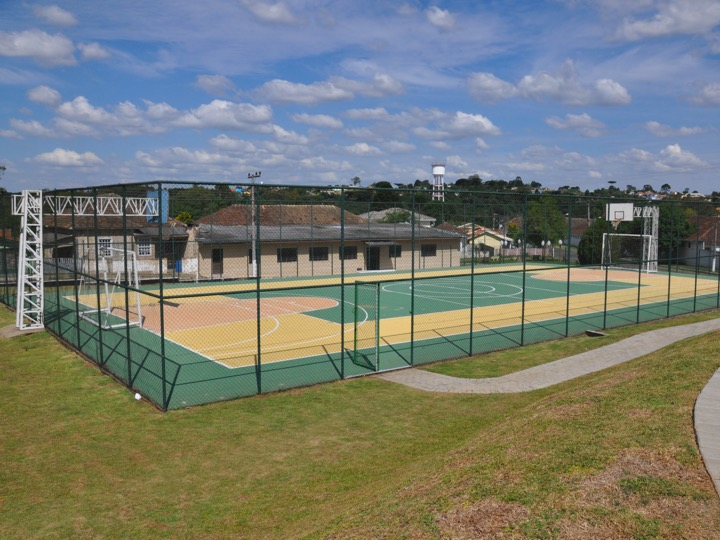
Área de Lazer PNR